# Peter Bjorn and John (альбом)
Peter Bjorn and John — дебютный альбом шведской инди-поп-рок-группы Peter Bjorn and John. Релиз состоялся в ноябре 2002 года. В 2007 году альбом был переиздан с пятью новыми треками.

## Список композиций
1. I Don't Know What I Want Us to Do
2. Failing and Passing
3. People They Know
4. A Mutual Misunderstanding
5. From Now On
6. Matchmaker
7. Collect, Select, Reflect
8. 100m of Hurdles
9. Education Circle
10. Please, Go Home
Бонус-треки с переиздания альбома 2007 года (выпущен Wichita Recordings)
11. Firing Blanks
12. Don't Be Skew
13. Le Crique
14. The Fan
15. Saturday Night at the Parties